# 매코믹 플레이스

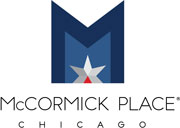

매코믹 플레이스(McCormick Place)는 북아메리카의 컨벤션 센터이다. 4개의 상호 연결된 건물들, 그리고 미국 일리노이주 시카고 다운타운에서 약 3.2킬로미터 지점에 위치한 미시간호 주변에 있는 하나의 실내 아레나로 구성된다. 매코믹 플레이스는 수많은 트레이드쇼와 회의를 주최한다. 최대 정기 행사는 매년 2월 주최되는 시카고 오토 쇼, 매년 3월 주최되는 인터내셔널 홈 앤드 하우스웨어스 쇼, 매년 5월 개최되는 내셔널 레스토랑 어소시에시녀 연간 쇼, 가을에 개최되는 국제제조기술쇼가 있다.

## 갤러리

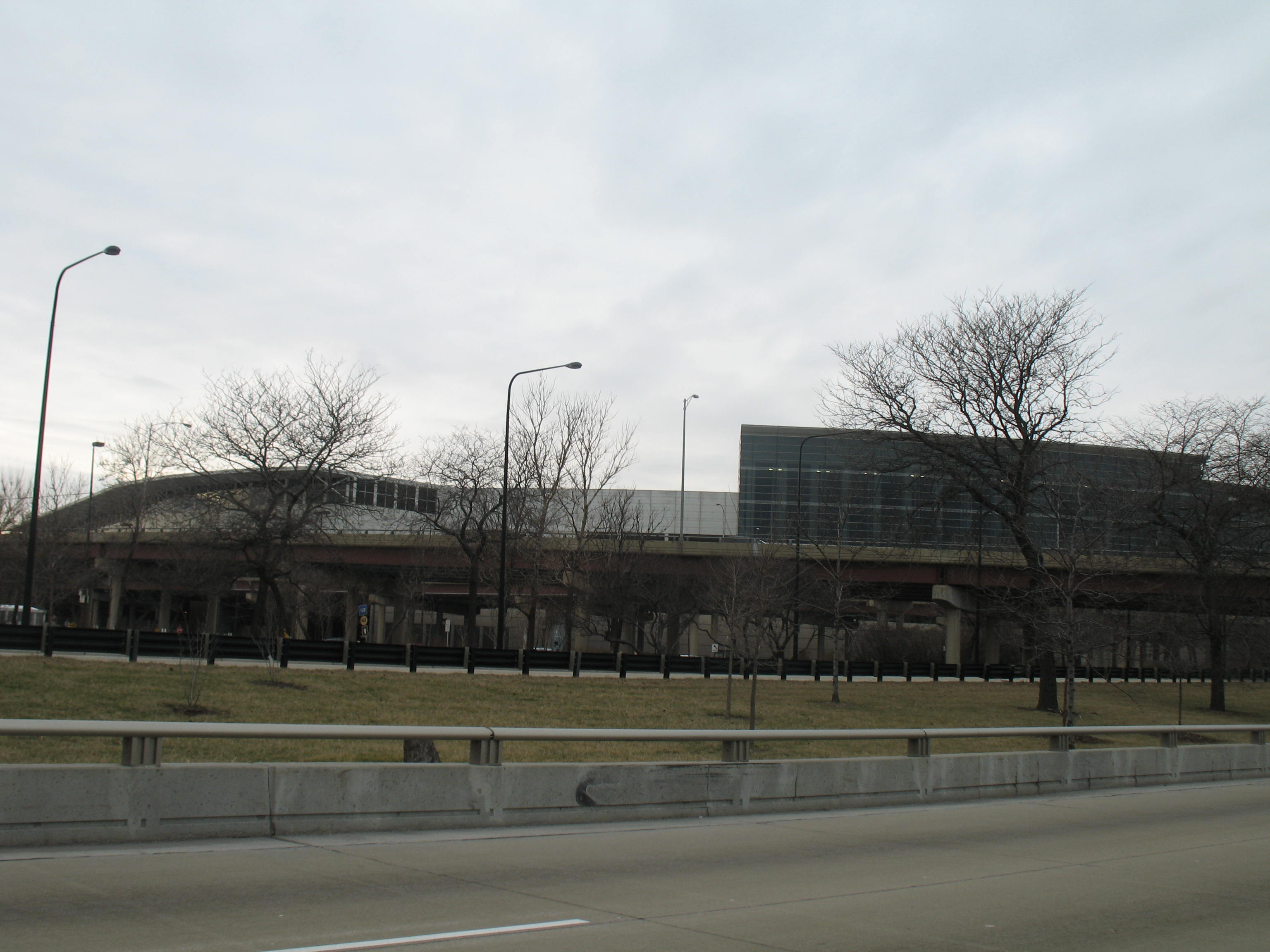
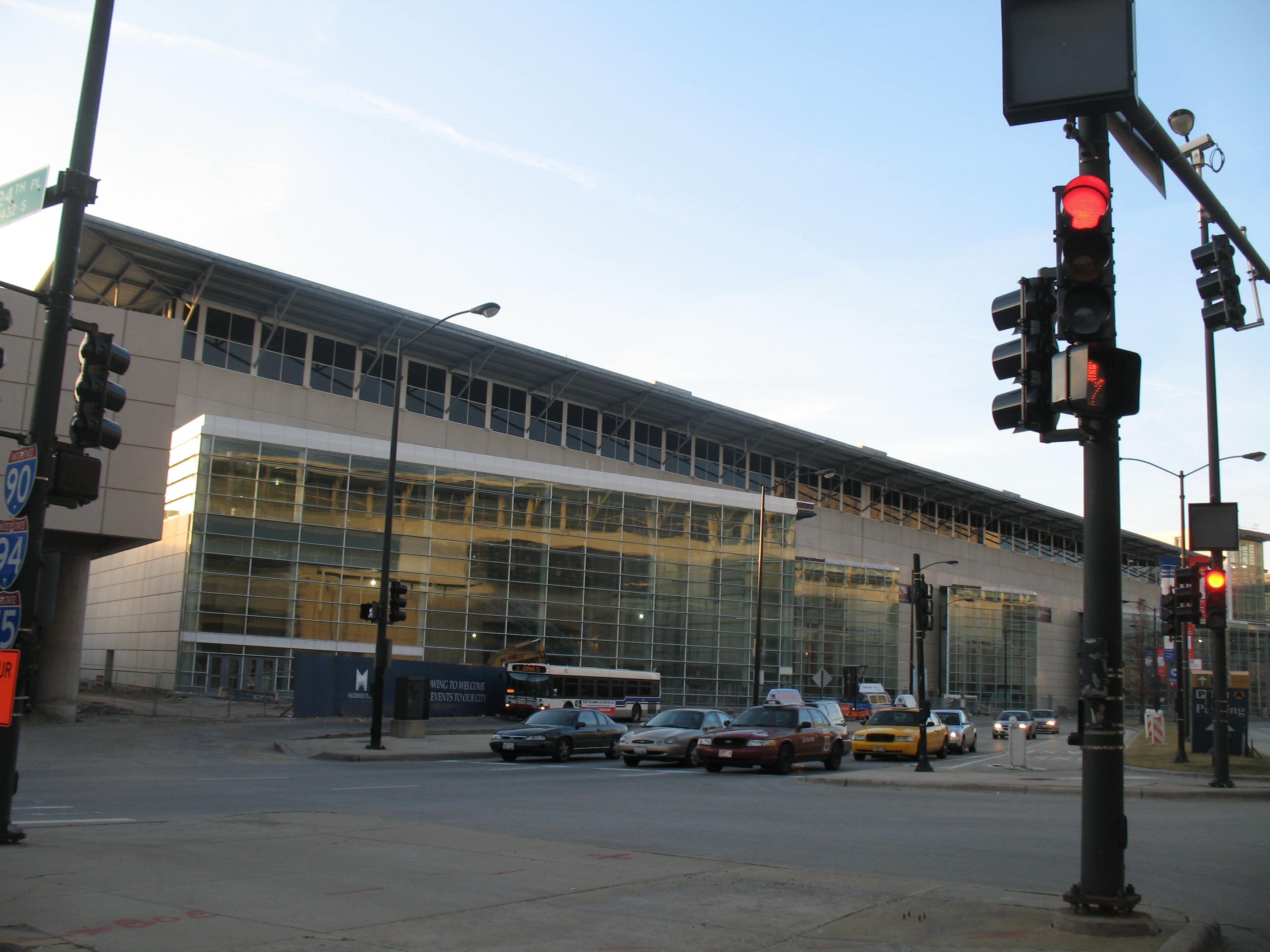
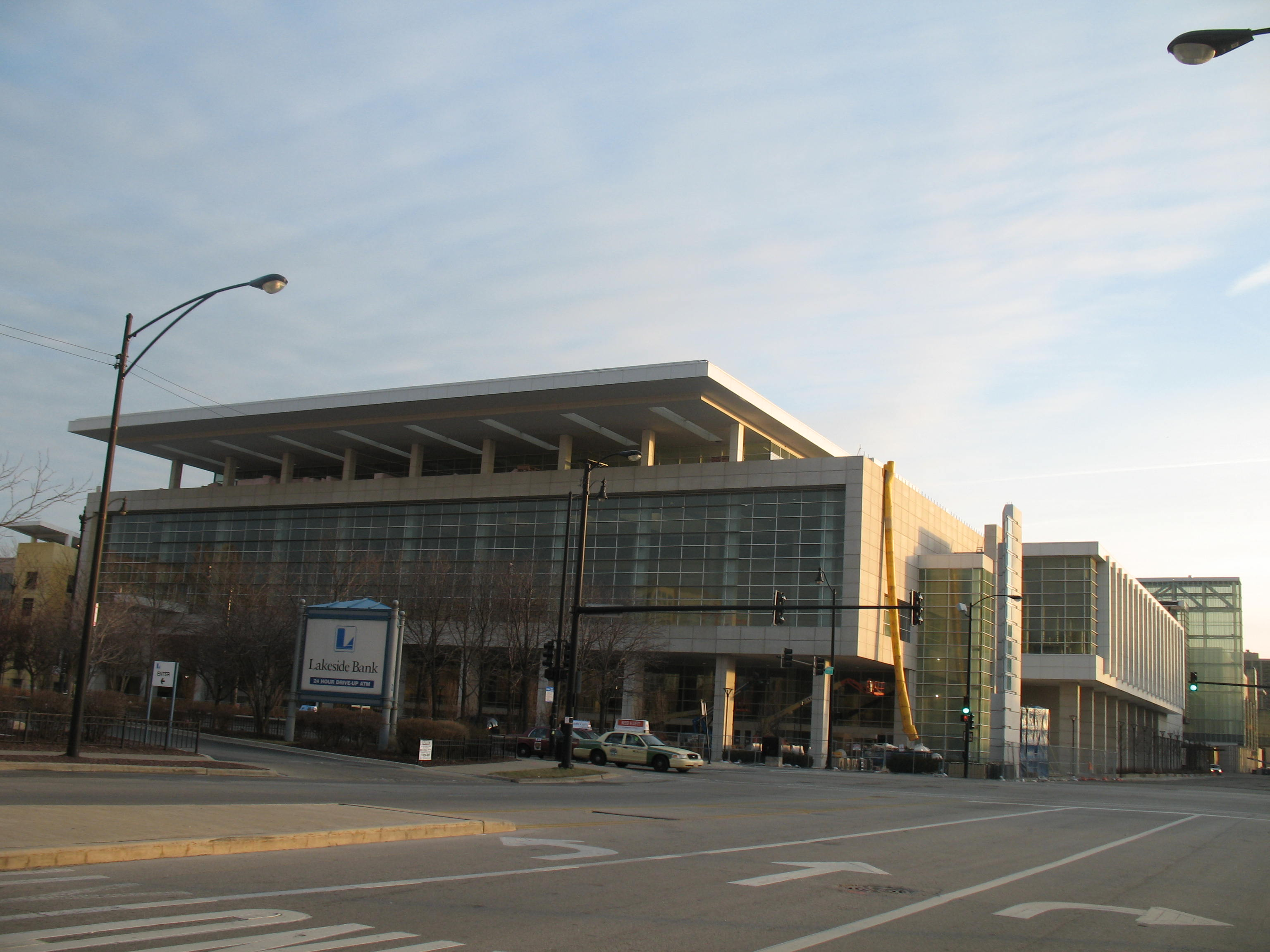